# Unrivaled
Unrivaled ist eine 3×3-Basketball-Liga mit Sitz in Miami, Florida, die von Breanna Stewart und Napheesa Collier gegründet wurde, um in der Saisonpause der Women’s National Basketball Association (WNBA) deren Spielerinnen einen lukrativen Zuverdienst zu gewährleisten.

## Geschichte

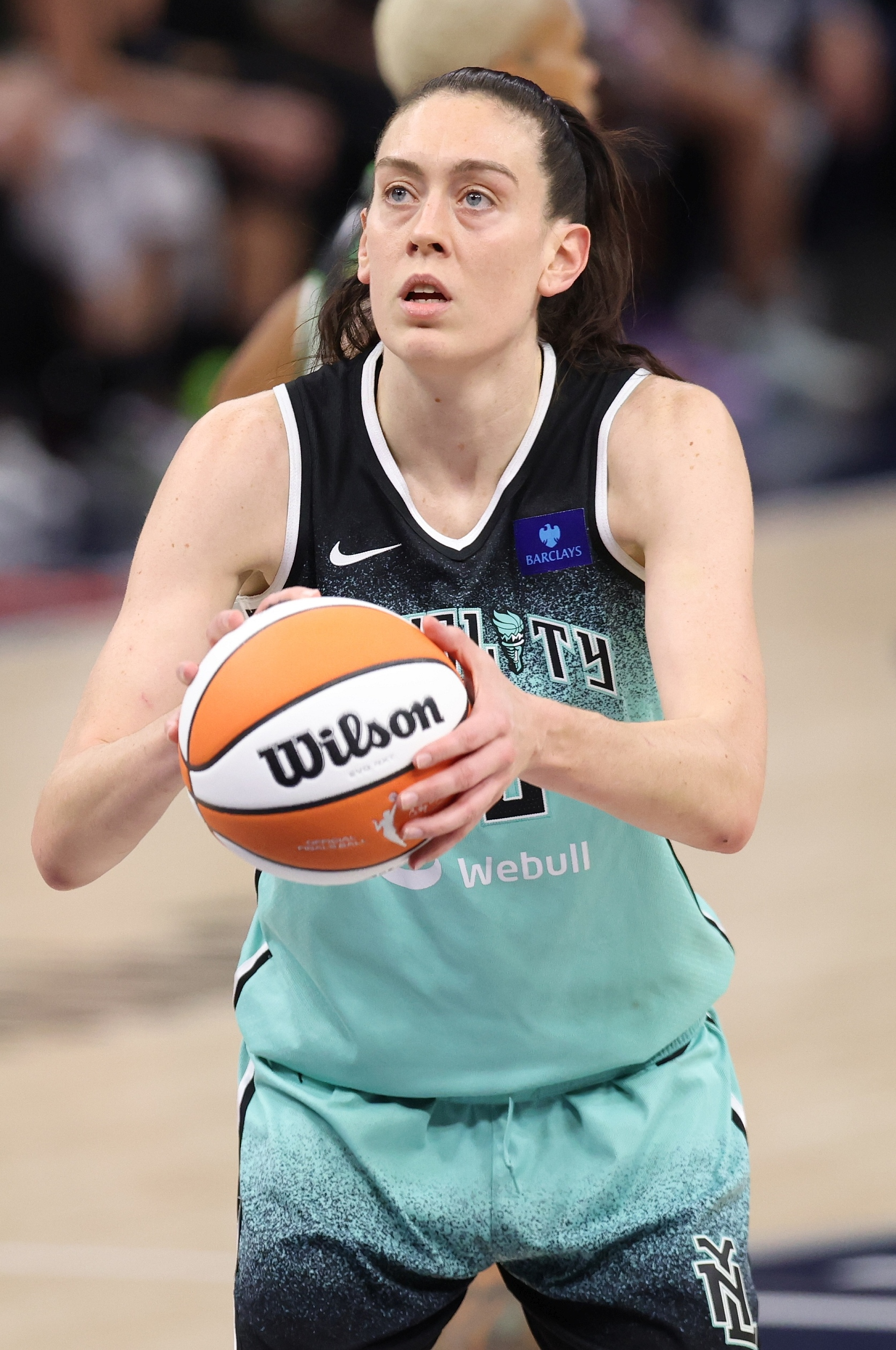
Breanna Stewart

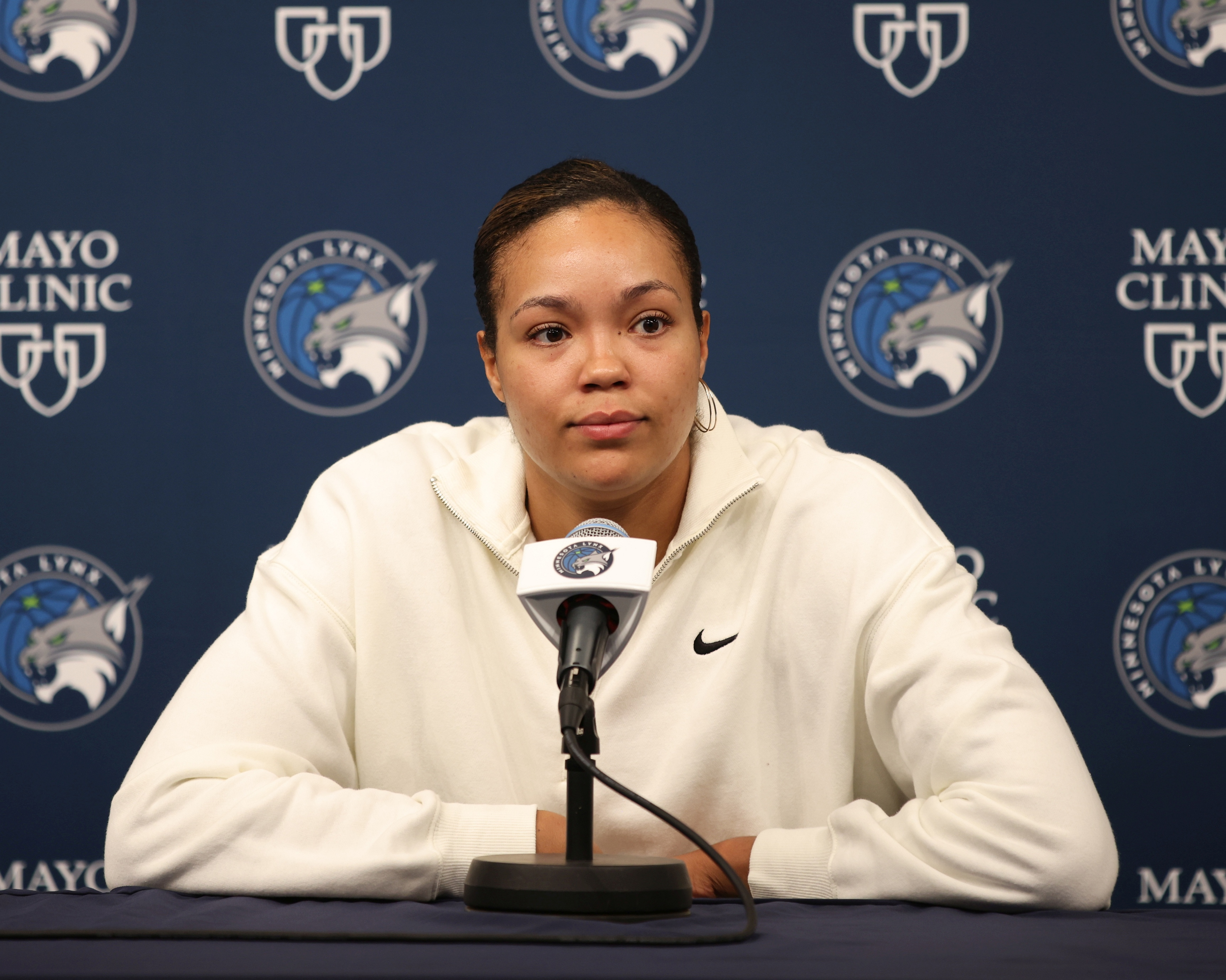
Napheesa Collier

Die Liga besteht aus sechs Teams mit je sechs Spielerinnen und nahm den Spielbetrieb am 17. Januar 2025 auf, nachdem der ursprünglich vorgesehene Start im Januar 2024 geplatzt war. Die Teams gehören den Spielerinnen selbst und eine Unrivaled-Saison dauert acht Wochen an.
Im Juni 2024 ließ Unrivaled-Präsident Alex Bazzell verlauten, dass die ehemalige Women’s Tennis Association-Präsidentin Micky Lawler erster Commissioner der neuen Liga würde.
Investoren der Liga sind neben Turner Network Television u. a. die Fußball-Nationalspielerinnen Megan Rapinoe und Alex Morgan, LPGA-Golferin Michelle Wie West, University of Connecticut-Head Coach Geno Auriemma, die ehemaligen NBA-Spieler Carmelo Anthony und Steve Nash sowie Schauspieler Ashton Kutcher.
Gespielt wurde in der Wayfair Arena in unmittelbarer Nähe des Miami International Airport vor bis zu 850 Zuschauern.
An zwei Tagen der Woche, Freitag und Montag, übertrug TNT Sports 45 Spiele. TruTV übertrug sonnabends, während Max ein Streaming anbot. Pro Spiel gab es durchschnittlich 218.000 Zuschauer, durch die neu gewonnenen Follower in den sozialen Medien, wird die Saison jedoch dennoch als Erfolg angesehen.
Es gab ein All-Star-Game am 11. Februar und ein One-on-One-Turnier aller Spielerinnen um ein Preisgeld von 350.000 Dollar am 14. Februar. Napheesia Collier, auch zum Most Valuable Player gewählt, gewann in vier Runden, wobei das Finale im Best-of-three-Modus ausgespielt wurde. Collier gewann dabei 200.000 Dollar, ihre Teammates von den Lunar Owls je 10.000, Finalistin Aaliyah Edwards 50.000 und die Halbfinalistinnen je 25.000.
In der Finalserie setzte sich der Rose BC am Montag, den 17. März, gegen den Vinyl BC durch. Die Meisterschaft wurde mit 50.000 Dollar pro Spielerin prämiert.
Die Spielerinnen verdienten im Saisonverlauf mindestens 100.000 Dollar. Insgesamt wurden 8 Mio. US-Dollar ausgeschüttet.
Die Liga ist damit als Konkurrenz zu Ice Cubes Big3-Liga zu betrachten, bietet jedoch ein höheres Leistungsniveau.

## Spielregeln
Das Spiel findet auf einem 21×15-Meter-Court statt, hat drei 7-Minuten-Viertel sowie einen finalen 11-Punkte-Runoff im letzten Spielviertel, die erforderlichen Punkte betragen also die höhere der beiden Punkteausbeuten nach dem dritten Viertel zuzüglich von elf Punkten. Es gibt eine 18-Sekunden-Shot Clock und ein Neustart dieser gewährt eine Zwölf-Sekunden-Frist. Nach Fouls gibt es einen einzigen Freiwurf im Wert des verhinderten Korbversuches, also in Höhe von 2 oder 3 Punkten. Die vier besten Teams bestreiten die Playoffs.

## Die Spielerinnen
36 Spielerinnen standen vor Beginn der Kampagne fest, darunter Kapitän des Phantom BC und deutsche Nationalspielerin Satou Sabally. 
- Shakira Austin
- Aliyah Boston
- Cameron „Cam“ Brink†
- Rae Burrell
- Jordin Canada
- DiJonai Carrington
- Natasha „Cloud“ Cloud
- Napheesa „Queen Phee“ Collier
- Kahleah „Kah“ Copper
- Skylar Diggins-Smith
- Stefanie „Big Mama“ Dolson
- Aaliyah Edwards
- Allisha Gray
- Chelsea „Point Gawd“ Gray
- Brittney „BG“ Griner
- Dearica Hamby
- Tiffany „Tip“ Hayes
- Rhyne Howard
- Lexie Hull
- Sabrina Ionescu
- Rickea Jackson
- Jewell „Gold Mamba“ Loyd
- Marina Mabrey‡
- Kate „Money“ Martin
- Kayla „McBuckets“ McBride
- Arike Ogunbowale
- Angel „305 Barbie“ Reese
- Satou „Unicorn“ Sabally
- Katie „Lou“ Samuelson
- Azurá Stevens
- Breanna „Stewie“ Stewart
- Brittney „Slim“ Sykes
- Alyssa „AT“ Thomas
- Courtney „Sloot“ Vandersloot
- Courtney „Williams“ Williams
- Jackie Young

†Cameron Brink wird wegen eines Kreuzbandrisses nicht spielen.

‡Marina Mabrey wird zu Saisonbeginn verletzungsbedingt durch Natisha Hiedeman vertreten.
Für die Playoffs 2025 wurden wegen zahlreicher Verletzungen drei Verstärkungsspielerinnen ernannt. Naz Hillmon und Natisha Hiedemann für den Rose BC und Ariel Atkins für Laces BC. In der zweiten Kampagne soll es bei sechs Teams bleiben, aber sechs bis acht zusätzliche Spielerinnen sind avisiert.

## Die Teams
- Laces BC (Jackie, Tip, McBuckets, Money Martin, AT, Big Mama; Head Coach: Andrew Wade)
- Lunar Owls Basketball Club (Queen Phee, Williams, Shakira, Skylar, Allisha, Cam; Head Coach: DJ Sackmann)
- Mist BC (Stewie, Gold Mamba, Sloot, DiJonai, Rickea, Aaliyah; Head Coach: Phil Handy)
- Phantom BC (Unicorn, Marina, BG, Cloud, Lou, Sabrina; Head Coach: Adam Harrington)
- Rose Basketball Club (305 Barbie, Point Gawd, Slim, Kah, Lexie, Azurá; Head Coach: Nola Henry)
- Vinyl Basketball Club (Arike, Jordin, Rhyne, Rae, Aliyah, Dearica; Head Coach: Teresa Weatherspoon)

## Auszeichnungen
| - Most Valuable Player: Napheesa Collier - Defensive Player of the Year: Angel Reese - Coach of the Year: DJ Sackman |

| All-Unrivaled First Team | All-Unrivaled Second Team |
| Napheesa Collier         | Skylar Diggins-Smith      |
| Chelsea Gray             | Rhyne Howard              |
| Kayla McBride            | Angel Reese               |
| ------------------------ | ------------------------- |